# Милэ
Милэ́ (кит. упр. 弥勒, пиньинь Mílè) — городской уезд Хунхэ-Хани-Ийского автономного округа провинции Юньнань (КНР).

## История
После завоевания Дали монголами и вхождения этих мест в состав империи Юань в 1290 году была создана Милэская область (弥勒州). Во времена империи Мин она была подчинена Гуансиской управе (广西府); во времена империи Цин эти административные структуры были в 1770 году понижены в статусе: Гуансиская управа стала Гуансиской непосредственно управляемой областью (广西直隶州; слова «непосредственно управляемая» означают, что несмотря на то, что «область» по статусу ниже, чем «управа», данная область всё равно подчинялась напрямую властям провинции), а Милэская область — уездом Милэ (弥勒县) в её составе. После Синьхайской революции в Китае была произведена реформа структуры административного деления, в ходе которой области были упразднены.
После вхождения провинции Юньнань в состав КНР в 1950 году был образован Специальный район Илян (宜良专区), и уезд вошёл в его состав. В 1953 году уезд Милэ был преобразован в Милэ-Ийский автономный район уездного уровня (弥勒彝族自治区（县级）). В 1954 году Специальный район Илян был расформирован, и Милэ-Ийский автономный район уездного уровня перешёл в состав Специального района Мэнцзы (蒙自专区). 
Постановлением Госсовета КНР от 3 января 1955 года Милэ-Ийский автономный район уездного уровня был преобразован в Милэ-Ийский автономный уезд (弥勒彝族自治县).
В 1957 году Специальный район Мэнцзы и Хунхэ-Ханийский автономный район были объединены в Хунхэ-Хани-Ийский автономный округ; Милэ-Ийский автономный уезд вновь стал при этом уездом Милэ.
В сентябре 1960 года к уезду Милэ был присоединён уезд Луси, но в марте 1962 года он был воссоздан.
Постановлением Госсовета КНР от 24 января 2013 года уезд Милэ был преобразован в городской уезд.

## Административное деление
Городской уезд делится на 9 посёлков и 2 волости.

## Транспорт
Ведётся строительство 107-километровой высокоскоростной железной дороги Милэ — Мэнцзы. Дорога проходит через 10 тоннелей, она соединена с железной дорогой Наньнин — Куньмин.